# Yong Teck Lee
Datuk Seri Yong Teck Lee, PGDK, PJN (* 3. Oktober 1958 in Lahad Datu, Sabah) ist ein malaysischer Politiker und war der 10. Ministerpräsident des Bundesstaats Sabah. Er folgte 1996 Salleh Said Keruak nach und wurde 1998 von Bernard Giluk Dompok abgelöst. Yong, ein Hakka, ist Vorsitzender der Partei Sabah Progressive Party (SAPP).

## Privatleben
Yong Teck Lee wurde am 3. Oktober 1958 in Lahad Datu geboren. Nach Abschluss der Grundschule St. Dominic School in Lahad Datu ging er von 1965 bis 1973 zur Lok Yuk Secondary School in Likas. Sabah. Danach studierte er Jura an der London University und wurde Mitglied der Anwaltskammer Lincoln’s Inn. 1983 erlangte er den Barrister-at-Law.
Er ist mit Stella Kong Yin Kiun verheiratet.

## Politische Karriere
Nach seiner Rückkehr nach Malaysia arbeitete Yong von 1984 bis 1985 zunächst als Rechtsanwalt in Sabah und Labuan. Von 1985 bis zum Juni 2001 war er Abgeordneter in der Gesetzgebenden Versammlung von Sabah für den Wahlkreis Likas. Der Beginn seiner Karriere in der Regierung begann im April 1985 als Assistant State Minister of Local Government & Housing (April 1985 bis Dezember 1987) und ab Januar als Assistant State Minister of Finance. Von Juli 1990 bis zum 10. Januar 1994 diente er als Stellvertretender Ministerpräsident und als Minister für Industrielle Entwicklung (State Minister of Industrial Development). Vom  24. März 1994 bis zum 28. Mai 1996 wurde er erneut zum Stellvertretenden Ministerpräsidenten berufen, außerdem war er in dieser Zeit Minister of Local Government and Housing.
Yong wurde durch das damals von der Koalitionspartei Barisan Nasional praktizierte Rotationsprinzip am 28. Mai 1996 Ministerpräsident von Sabah. Vorher hatte er bereits das Amt des Stellvertretenden Ministerpräsidenten inne. 1994 war er aus der Partei United Sabah Party (PBS) unter Berufung auf seine Enttäuschung mit deren Führung ausgetreten und gründete die Partei SAPP. Die neue Partei wurde allerdings wiederum Mitglied der Koalitionspartei Barisan Nasional, die in Sabah durch die PBS angeführt wurde.

## Verleumdung im Double-Six-Fall
Am 29. Februar 2012 verurteilte der Oberste Gerichtshof Yong zur Zahlung einer Geldstrafe von 1 Million Ringgit an den früheren Ministerpräsidenten Harris Salleh als Entschädigung für die rufschädigende Behauptung, Harris Salleh habe im Zusammenhang mit dem Tod von Tun Fuad Stephens „Blut an den Händen“. Das Benutzen der Worte „Verbrechen“ und „Meuchelmord“ sei in diesem Zusammenhang diffamierend.
Am 6. Juni 1976 befanden sich der damalige Ministerpräsident Tun Fuad Stephens und mehrere Kabinettsmitglieder an Bord eines Fluges von Labuan nach Kota Kinabalu. Etwa 2 km vor dem Kota Kinabalu International Airport stürzte die Maschine ab; alle Insassen an Bord wurden getötet. Unmittelbar nach dem Unglück kamen Verschwörungstheorien über die Absturzursache auf, da durch das Unglück Harris Salleh Ministerpräsident von Sabah wurde.

## Auszeichnungen und Ehrungen
1990 wurde Yong der Zweite Grad – Panglima Gemilang Darjah Kinabalu (PGDK) – des Illustrious Order of Kinabalu verliehen.
Im Rahmen der Feier des Geburtstages des Yang di-Pertuan Agong wurde Yong 1996 mit dem Orden Panglima Jasa Negara (P.J.N.) ausgezeichnet. Die Verleihung beinhaltet das Recht, den Titel Datuk zu führen und dem Namen voranzustellen.